# دوري كوريا الجنوبية الدرجة الثانية
دوري كوريا الجنوبية الدرجة الثانية (بالهانغل: K 리그 2) هو قسم كرة القدم الاحترافي الثاني للرجال في نظام دوري كرة القدم في كوريا الجنوبية. يتنافس على الدوري أحد عشر ناديًا. يعمل الدوري بنظام الصعود والهبوط مع الدوري الكوري الدرجة الأولى.

## التاريخ
في عام 2011، أعلن الدوري الكوري الأصلي خطة لبدء نظام الصعود والهبوط بين الدوري الكوري ودرجة ثانية مقترحة. ثم اتخذ الدوري الكوري خطوات لإنشاء الدرجة الثانية الجديدة، وذلك بشكل أساسي مع إضافة نظام الانقسام خلال موسم دوري كوريا الجنوبية الدرجة الأولى موسم 2012 حيث يتم وضع الأندية الأخيرة في منافسة من أجل الأمان مع هبوط النادي صاحب المركز الأخير إلى دوري الدرجة الثانية الجديد (في الأصل كان من المقرر أن يهبط فريقان لكن انسحاب سانججو سانجمو يعني أن واحدًا فقط سيهبط). في موسم 2013، هبط الفريقان أصحاب المركزين 13 و14 في دوري كي ليغ كلاسيك تلقائيًا، بينما لعب الفريق الثاني عشر مباراة ضد الفائز في تحدي كي ليغ الذي تم تشكيله حديثًا لتحديد الصعود / الهبوط. اعتبارًا من موسم 2014، صار الفريق الثاني عشر يهبط تلقائيًا من الدرجة الأولى فقط، حيث يلعب الفريق الحادي عشر مباراة ذهاب وإياب ضد الفائز في تصفيات صعود دوري كي ليغ ليقرر الصعود / الهبوط. تصفيات الصعود هي كما يلي: يلعب صاحب المركز الرابع ضد فريق صاحب المركز الثالث، ثم يلعب الفائز في هذه المباراة مع فريق صاحب المركز الثاني. إذا كانت المباراة متعادلة، فإن أصحاب المراكز الأعلى يتقدمون.
في 3 يناير 2013، تم الإعلان عن الاسم الرسمي للقسم الثاني باسم كي ليغ بينما تم تغيير كي ليغ الأصلي إلى كي ليغ كلاسيك إلى جانب الشعار الجديد. تسبب تغيير الاسم هذا في درجة من الارتباك والجدل  وفي 11 مارس 2013، تم تغيير الاسم الرسمي إلى كي ليغ تشالينج.
في 22 يناير 2018، تم تغيير الاسم الرسمي إلى دوري كوريا الجنوبية الدرجة الثانية.

## الأبطال

### الألقاب حسب الموسم
| الموسم | البطل               | الوصيف             |
| ------ | ------------------- | ------------------ |
| 2013   | نادي غيمتشون سانغمو | نادي الشرطة        |
| 2014   | دايجون سيتيزن       | جوانجو إف سي       |
| 2015   | نادي غيمتشون سانغمو | نادي سوون          |
| 2016   | أسان موغونغهوا      | نادي دايجو         |
| 2017   | جيونجنام إف سي      | نادي بوسان أي بارك |
| 2018   | أسان موغونغهوا      | نادي سونغنام       |
| 2019   | نادي غوانغجو        | نادي بوسان أي بارك |
| 2020   | جيجو يونايتد        | سوون إف سي         |
| 2021   | نادي غيمتشون سانغمو | دايجون هانا سيتزن  |

### الألقاب حسب النادي
| النادي              | البطل | الوصيف | مواسم الفوز | مواسم الوصافة |
| ------------------- | ----- | ------ | ----------- | ------------- |
| نادي غيمتشون سانغمو | 2     | 0      | 2013، 2015  |               |
| دايجون هانا سيتزن   | 1     | 1      | 2014        | 2021          |
| أنسان موغونغهوا     | 1     | 1      | 2016        | 2013          |
| نادي غوانغجو        | 1     | 1      | 2019        | 2014          |
| جيونجنام إف سي      | 1     | 0      | 2017        | —             |
| أسان موغونغهوا      | 1     | 0      | 2018        | —             |
| جيجو يونايتد        | 1     | 0      | 2020        | —             |
| نادي غيمتشون سانغمو | 1     | 0      | 2021        | —             |
| سوون إف سي          | 0     | 2      | —           | 2015، 2020    |
| نادي بوسان أي بارك  | 0     | 2      | —           | 2017، 2019    |
| نادي دايجو          | 0     | 1      | —           | 2016          |
| نادي سونغنام        | 0     | 1      | —           | 2018          |

1. 1 2  أنسان موغونغهوا وأسان موغونغهوا هما ناديان متميزان رسميًا وفقًا لسياسات الدوري الكوري.[8]

## روابط خارجية
- موقع دوري كوريا الجنوبية الدرجة الثانية الرسمي